# Wöllersdorf I–IV
Die Wöllersdorf I–IV waren vier vierachsige Gleichstromlokomotiven für die Militärschleppbahn der k. u. k. Munitionsfabrik in Wöllersdorf.

## Geschichte
Im Februar 1901 wurde der Betrieb auf der 0,9 Kilometer langen und mit Drehstrom elektrifizierten Schleppbahn der Munitionsfabrik Wöllersdorf aufgenommen. Die elektrische Ausrüstung von Bahn und der zweiachsigen Elektrolok wurde von Kálmán Kandó konstruiert und von Ganz & Co. in Budapest geliefert. 1913 wurde (ebenfalls von Ganz & Co.) eine stärker motorisierte, vierachsige zweimotorige Lokomotive geliefert, die ursprünglich die Nummer V (später I) besaß. 1916 wurde aufgrund des deutlich gesteigerten Verkehrs und der Schwächen des Drehstromantriebes die Bahn auf 800 Volt Gleichstrom umgebaut. Es wurden drei vierachsige Lokomotiven mit den Nummern II–IV angeschafft, welche den Lokomotiven Eg 5–6 des ungarischen Teils der Pressburgerbahn, der Pozsony Országhatárszéli Helyiérdekű Villamos Vasút (P.O.H.É.V.), entsprachen. Lok I wurde ebenfalls umgebaut und glich nun den Lokomotiven II–IV.

### Nach dem Ersten Weltkrieg

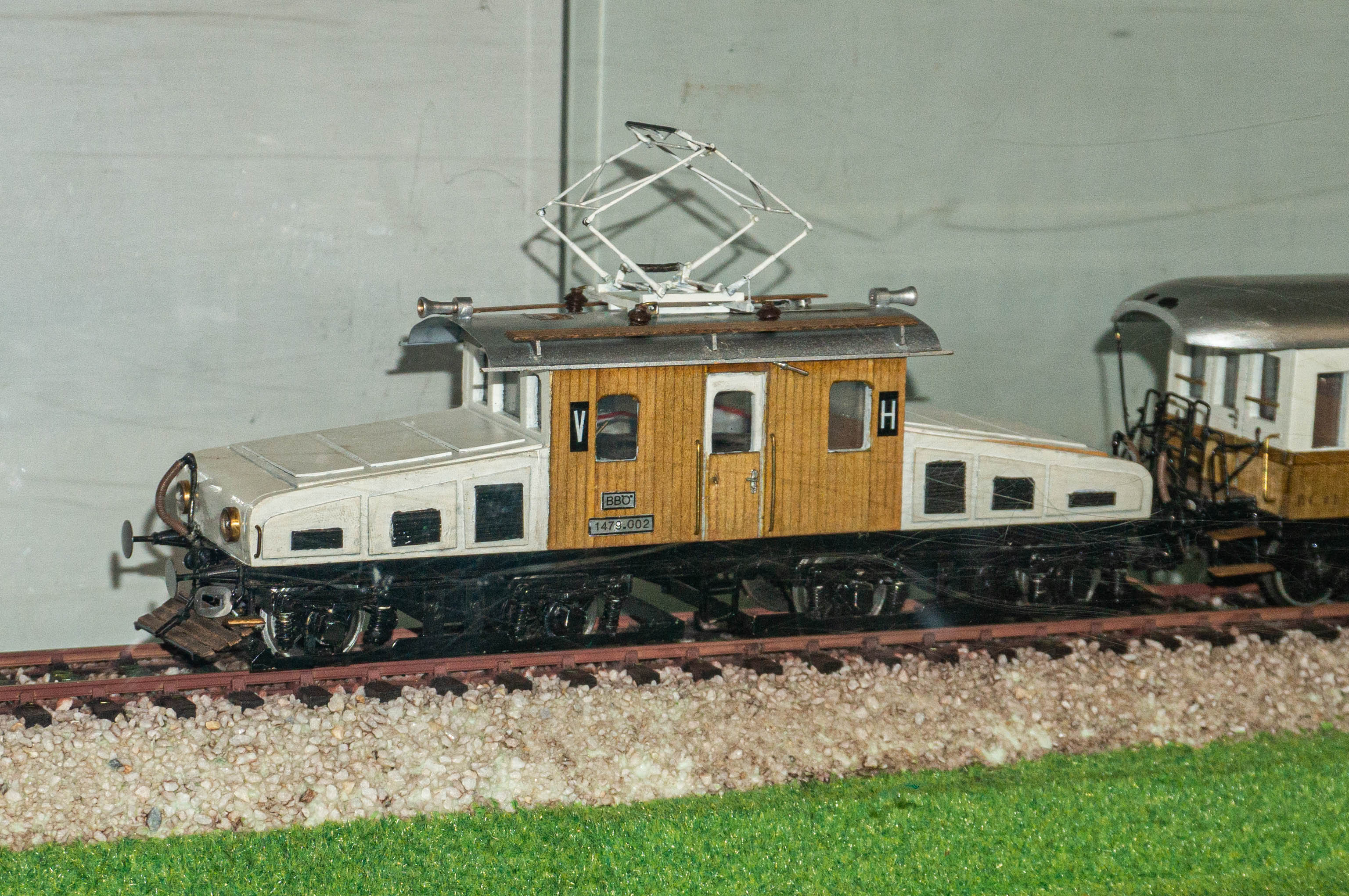
Modell der BBÖ 1479.01 (falsch beschriftet) im Eisenbahnmuseum Schwechat

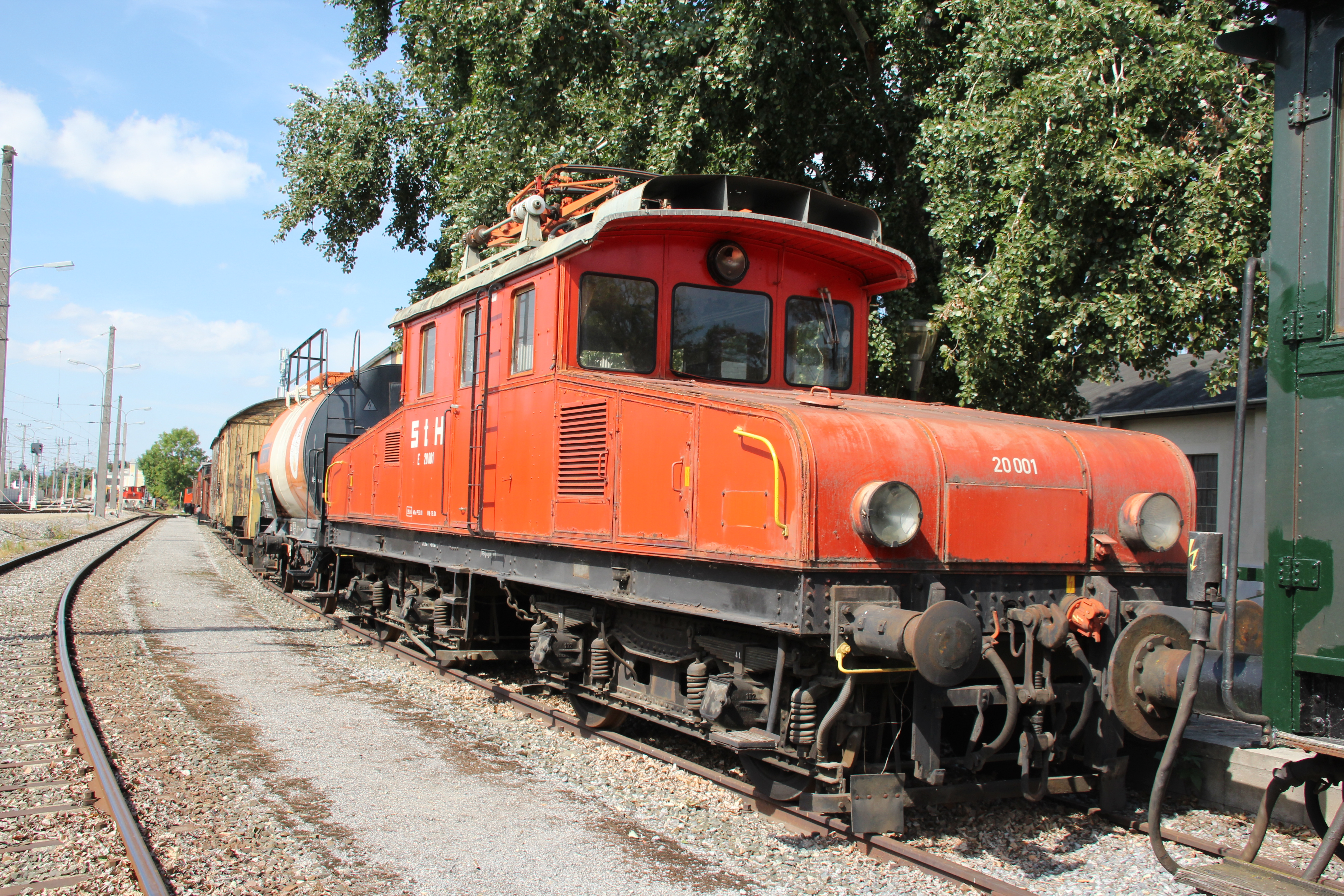
StH E 20 001 im Eisenbahnmuseum Schwechat

Nach dem Ersten Weltkrieg wurden die Munitionsfabrik stillgelegt und die Lokomotiven abgestellt. Die Maschinen I, III und IV wurden 1930 durch Vermittlung von Siemens-Schuckert an die Stern & Hafferl Verkehrsgesellschaft verkauft, die Nummer II an die BBÖ für den Einsatz auf der Pressburger Bahn abgegeben.
Die jeweiligen neuen Besitzer bauten die Maschinen um. In der Tabelle sind die technischen Daten der Nummer II wiedergegeben (erstgenannt: P.O.H.É.V., zweitgenannt: Stern & Hafferl). Stern & Hafferl bezeichnete die Maschinen als E 20.001, 002, 005. Bei den BBÖ lief die ehemalige Nummer II als 1479.01.
Obwohl die 1479.01 die zugkraftmäßig stärkste Gleichstromlokomotive auf der Pressburger Bahn war, war sie wegen ihrer Störanfälligkeit und wegen der schwierigen Wartung – der Hersteller Ganz & Co. aus Budapest lag nun im Ausland – wenig beliebt. Die Farbgebung war in den Farben der Pressburger Bahn Weiß und Braun gehalten; das gesamte Führerhaus war bis zum Rahmen mit Holz verkleidet, die Vorbauten waren weißlackiert. Die Deutsche Reichsbahn bezeichnete sie ab 1938 als E 173.01. Sie erlitt während des Zweiten Weltkrieges mehrmals Beschädigungen, wurde aber immer wieder repariert. 1947 wurde sie an Stern & Hafferl verliehen, 1956 endgültig an das Unternehmen verkauft und als E 20.005" bezeichnet. Die vorgesehene Nummer ÖBB 1979.01 war nie an diesem Fahrzeug angeschrieben. Die Lokomotive wird heute, als E 22.005 bezeichnet, auf der Linzer Lokalbahn eingesetzt.

## Nummerierung und Verbleib
- I 1913, 1915 auf Gleichstrom umgebaut, 1930 St&H E 52.01, später 20.001, Eisenbahnmuseum Schwechat
- II 1915, BBÖ 1479.01, 1956 Stern & Hafferl E 20.005, später E 22.005, in Betrieb
- III 1915, 1930 St&H E 51.01, später E 20.005, später E 22.001, in Betrieb
- IV 1916, 1930 St&H E 52.02, später E 20.002, 1944 bei Remisenbrand zerstört